# Alfred Malleret-Joinville
Alfred Malleret-Joinville, né le 15 décembre 1911 à Paris et décédé le 20 février 1960 à Arcueil (Val-de-Marne), est un résistant et un homme politique français.

## Biographie

### Origines et formation
Alfred Malleret est le fils d'un ancien mineur devenu, à Paris, chauffeur de taxi. Titulaire du brevet d'enseignement primaire supérieur, il travaille dans une banque puis dans une compagnie d'assurances.

### Dans la Résistance

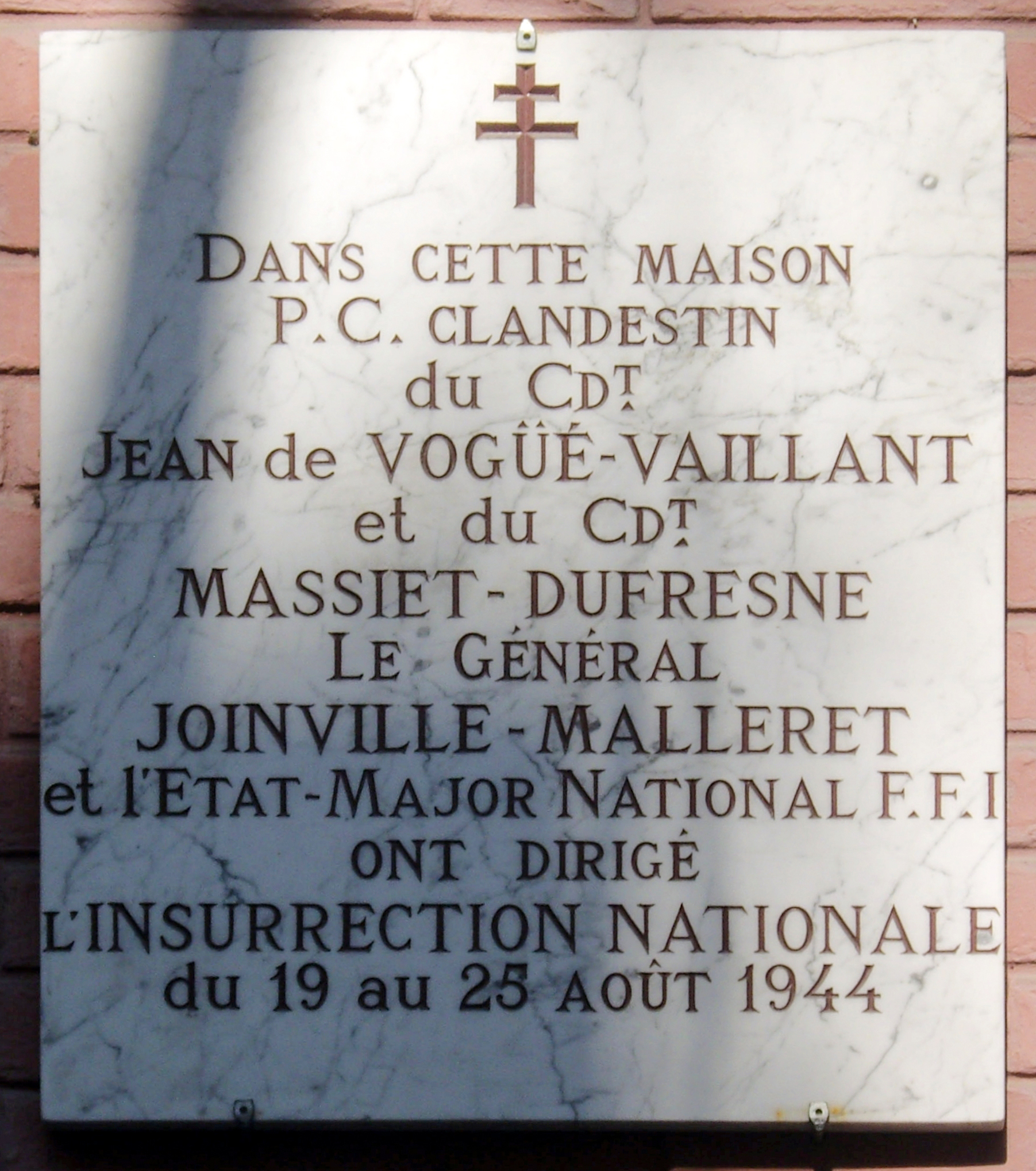
Plaque commémorative au 39 avenue de la Bourdonnais (7e arrondissement de Paris).

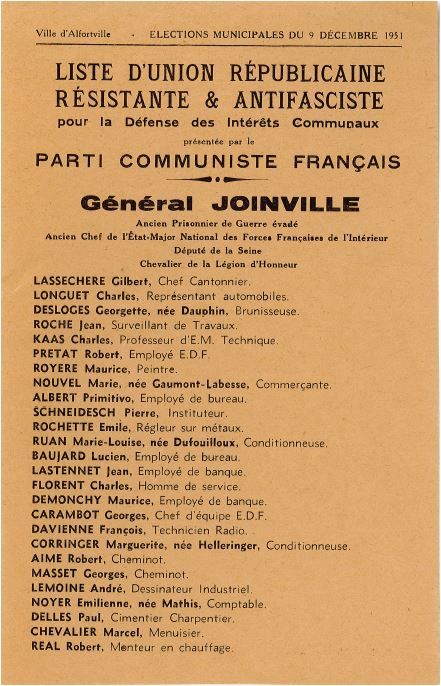
Bulletin de vote aux élections municipales d'Alfortville en 1951.

Alfred Malleret entre dans la Résistance par l'intermédiaire de son ami Maurice Kriegel. Au début de 1943, il devient sous le nom de « Joinville », chef de région du mouvement Libération, dirigé par Emmanuel d'Astier de La Vigerie, puis chef des Mouvements unis de la Résistance pour la région Rhône-Alpes. Il a pour secrétaire Ségolène Manceron, sa future épouse.
Nommé chef national des Corps Francs de la Libération (ensemble des forces armées de la zone-sud) en février 1944, il prône la guérilla sous toutes ses formes contre les troupes ennemies. En mai 1944, après l'arrestation du général Dejussieu, le COMAC le désigne chef d'état-major national des Forces françaises de l'intérieur (FFI). Il participe à la Libération de Paris aux côtés du colonel Rol-Tanguy. Il dirige également les opérations militaires des FFI pour la libération de l'Alsace et des « poches » de la côte atlantique.
Il est l'un des quatre généraux de brigade FFI, avec Jacques Chaban-Delmas, Pierre de Bénouville et Maurice Chevance-Bertin.

### Carrière politique
Militant syndicaliste et communiste (il adhère au PCF en 1937), il est membre du Comité central en 1950. Il est également chef de cabinet de Maurice Thorez, ministre d'État du Gouvernement Charles de Gaulle (2) en 1945-1946.
Il est député PCF de la Seine — sous le nom de Malleret-Joinville — de 1945 à 1958. Par ailleurs, il conduit, sans succès, la liste communiste en tant que « général Joinville » aux élections municipales d'Alfortville en 1951.
En 1947, il est brièvement président de la Commission chargée d'enquêter sur les évènements survenus en France de 1933 à 1945 avant d'en démissionner avec tous les autres membres communistes. Pendant tous ses mandats de parlementaire, il est membre de la commission de la Défense nationale, dont il est élu secrétaire puis président en 1947. Il s'oppose notamment à la politique colonialiste du gouvernement en Indochine et en Algérie.

### Vie privée
Ségolène Manceron et Alfred Malleret se marient le 3 février 1945 à Bourg-la-Reine et ont trois enfants.

## Distinctions
- Chevalier de la Légion d'honneur (20 février 1946)[6]

## Hommages
Il existe une rue ou une avenue du Général-Malleret-Joinville à Arcueil, Malakoff, Alfortville, Vitry-sur-Seine, Avion, Vénissieux. Il existe également une voie au nom du Général-Joinville à Saint-Denis, Montmorency, Guesnain, Longueau, Coulounieix-Chamiers.

## Archives photographiques
Des photographies du général Malleret-Joinville ont été publiées par l'historien Paul Gaujac, dans un article consacré au colonel Fabien, publié dans le numéro 18 de la revue Batailles. D'autres photographies du général sont conservées à l'ECPAD, notamment en compagnie des généraux de Lattre de Tassigny et de Monsabert, et en compagnie du général de Lattre de Tassigny et du colonel Fabien. Il existe une autre photographie du général, représentant du COMAC, en compagnie du colonel Berthier (alias Jean-Pierre Vernant), à l'automne 1944, publiée dans le numéro 98 de la revue L'Histoire. Les archives départementales de la Seine-Saint-Denis conservent une photographie (non datée) prise lors d'une allocution prononcée par Alfred Malleret-Joinville à l'occasion de l'inauguration d'une plaque commémorative au 101, avenue Verdier à Montrouge marquant l'emplacement du PC de l'état-major de Rol-Tanguy dans les derniers jours de l'Occupation (qui état en réalité installé dans un appartement du no 103).